# Auchterless
Auchterless, traditionell Kirkton of Auchterless, schottisch-gälisch Uachdar Leasa, ist ein Dorf im schottischen Council Area Aberdeenshire. Es liegt acht Kilometer südlich von Turriff vor den Cairngorms am Ythan. Auchterless ist Hauptort des gleichnamigen Parishs. Lebten in der zweiten Hälfte des 19. Jahrhunderts noch fast 2000 Personen in Auchterless, wurden 1961 noch 69 Personen gezählt.
Historisch wurde Auchterless Uchtirlys (1211), Ochterlys (1358), Ouchtirlys (1366), Uchterles (1499) oder Ochterless (1606) geschrieben.

## Verkehr
Die B992 bildet die Hauptverkehrsstraße von Auchterless. Sie schließt die Ortschaft im Osten an die A947 (Aberdeen–Macduff) und im Süden an die A920 (Dufftown–Ellon) an.